# Mala Ludina
Mala Ludina – wieś w Chorwacji, w żupanii sisacko-moslawińskiej, w gminie Velika Ludina. W 2011 roku liczyła 159 mieszkańców.